# Paviljoen Minkema
Paviljoen Minkema is een restaurant op de grens van de Schoorlse duinen en de Hondsbossche Zeewering.
In 1929 begon Ype Minkema begon in het cafeetje van Antoon Peeck als zelfstandig kastelein (caféhouder). Ter vervanging van het in 1932 gesloopte cafeetje bouwde Ype Minkema een groot hotel-restaurant aan de Heereweg in Camperduin.
Door een bombardement tijdens de Tweede Wereldoorlog in 1942 werd dit gebouw verwoest. In 1947 bouwden Ype en Gerben Minkema een noodrestaurant, dat in de watersnoodrampnacht van 1953 in de golven verdween. Op dezelfde plaats bouwde Gerben Minkema in 1953 een hotel-restaurant dat in 1964 in vlammen opging.
Er werd dat jaar een noodrestaurant betrokken dat werd uitgebreid en verbeterd tot in 1970 het gebouw tot de grond afbrandde. Direct na de brand werd begonnen met de bouw van weer een café-restaurant dat in de novemberorkaan van 1972 geheel werd verwoest. Door storm- en brandgeweld werd ook deze geveld, maar ditmaal zonder slachtoffers. Na heropbouw werd wederom een uitspanning tot stand gebracht.
De exploitant was toen de horeca-ondernemer Jaap Butter. In 2006 spoelde bij het paviljoen aan het strand een levende bruinvis aan. De zoon van Butter, Sil, bracht het dier, een vrouwtje van 1 meter 60 lang en 60 kilo zwaar naar het etablissement waar hij en zijn broer het drie uur nathielden totdat medewerkers van het dolfinarium te Harderwijk het dier op kwamen halen. Het dier herstelde goed en werd vernoemd naar de vinder, Sil.
In 2009 ging de investeringsmaatschappij Borgmeer Invest over tot een executieverkoop na een financieel conflict met de uitbater, Jaap Butter. Na een doorstart werd er weer een restaurant en café gevestigd onder de naam Struin.